# Spathoglottis bulbosa
Spathoglottis bulbosa är en orkidéart som beskrevs av Rudolf Schlechter. Spathoglottis bulbosa ingår i släktet Spathoglottis och familjen orkidéer. Inga underarter finns listade i Catalogue of Life.